# Lord cancellieri e lord custodi
La seguente è una lista dei lord cancellieri e lord custodi del gran sigillo o dei "commissari affidatari del grande sigillo del Parlamento del Regno di Inghilterra e, poi, dal 1707, del Regno di Gran Bretagna.

## Lord cancelliere e lord custode di Inghilterra, 1068–1707

### XI secolo
- Herfast (1068–1070)
- Osmundo (1070–1078)
- Maurice, arcidiacono di Le Mans (1078–1085)
- Gerard, precettore di Rouen (1085–1092), successivamente arcivescovo di York
- Robert Bloet (1092–1093)
- William Giffard (1093–1101)

### XII secolo
- Roger di Salisbury (1101–1102)
- Waldric (1102–1107)
- Ranulf (1107–1123)
- Geoffrey Rufus, vescovo di Durham (1123–1133)
- Robert de Sigello (1133–1135) ("custode del gran sigillo")
- Roger le Poer (1135–1139)
- Philip de Harcourt, decano di Lincoln (1139–1140)
- Robert di Ghent, decano di York (1140–1141)
- William FitzGilbert (1141–1142)
- William de Vere (1142)
- Robert di Ghent, decano di York (1142–1154)
- Thomas Becket, arcidiacono di Canterbury (1155–1162)
- Geoffrey Ridel, arcidiacono di Canterbury (1162–1173)
- Ralph de Warneville, tesoriere di York (1173–1181)
- Goffredo Plantageneto, il Bastardo (1181–1189)
- William Longchamp, vescovo di Ely (1189–1197)
- Eustace, decano di Salisbury (1197–1199) ("custode del gran sigillo")

### XIII secolo
- Hubert Walter, arcivescovo di Canterbury (1199–1205)
- Walter de Gray (1205–1214)
- Richard Marsh (1214–1226)
- Ralph Neville (1226–1240)
- Richard le Gras, abate di Evesham (1240–1242)
- Ralph Neville (1242–1244)
- Silvester de Everdon, arcidiacono (1244–1246) ("custode del gran sigillo")
- John Maunsell, prevosto di Beverley (1246–1247) ("custode del gran sigillo")
- Sir John Lexington (1247–1248) ("custode del gran sigillo")
- John Maunsell (1248–1249)  ("custode del gran sigillo")
- Sir John Lexington (1249–1250)  ("custode del gran sigillo")
- William di Kilkenny (1250–1255)  ("custode del gran sigillo")
- Henry Wingham (1255–1260)
- Nicholas di Ely, arcidiacono di Ely (1260–1261)
- Walter de Merton, arcidiacono di Bath (1261–1263)
- Nicholas di Ely, arcidiacono di Ely (1263)
- John Chishull, arcidiacono di Londra (1263–1264)
- Tommaso di Cantilupe, arcidiacono di Stafford (1264–1265)
- Ralph Sandwich (1265)  ("custode del gran sigillo")
- Walter Giffard, vescovo di Bath e Wells (1265–1266)
- Godfrey Giffard, arcidiacono di Wells (1266–1268)
- John Chishull, decano di Saint Paul (1268–1269)
- Richard Middleton, arcidiacono di Northumberland (1269–1272)
- Walter de Merton, arcidiacono di Bath (1272–1274)
- Robert Burnell, vescovo di Bath (1274–1292)
- John Langton, canonico di Lincoln (1292–1302)

### XIV secolo
- William Greenfield, decano di Chichester (1302–1305)
- William Hamilton, decano di York (1305–1307)
- Ralph Baldock, vescovo di Londra (1307)
- John Langton, vescovo di Chichester (1307–1310)
- Walter Reynolds, vescovo di Worcester (1310–1314)
- John Sandale, canonico di Lincoln (1314–1318)
- John Hotham, vescovo di Ely (1318–1320)
- John Salmon, vescovo di Norwich (1320–1323)
- Robert Baldock, arcidiacono di Middlesex (1323–1327)
- John Hotham, vescovo di Ely (1327–1328)
- Henry Burghersh, vescovo di Lincoln (1328–1330)
- John de Stratford, vescovo di Winchester (1330–1334)
- Richard de Bury, vescovo di Durham (1334–1335)
- John de Stratford, arcivescovo di Canterbury (1335–1337)
- Robert de Stratford, vescovo di Chichester (1337–1338)
- Richard Bintworth, vescovo di Londra (1338–1339)
- John de Stratford, arcivescovo di Canterbury (1340)
- Robert de Stratford, vescovo di Chichester (1340)
- Sir Robert Bourchier (1340–1341)
- Sir Robert Parning (1341–1343)
- Sir Robert Sadington (1343–1345)
- John de Ufford, decano di Lincoln (1345–1349)
- John Thoresby, vescovo di Worcester, poi arcivescovo di York (1349–1356)
- William Edington, vescovo di Winchester (1356–1363)
- Simon Langham, vescovo di Ely (1363–1367)
- William di Wykeham, vescovo di Winchester (1367–1371)
- Sir Robert Thorpe (1371–1372)
- Sir John Knyvet (1372–1377)
- Adam Houghton, vescovo di Saint David (1377–1378)
- Richard Scrope di Bolton (1378–1380)
- Simon Sudbury, arcivescovo di Canterbury (1380–1381)
- Hugh Segrave (1381)  ("custode del gran sigillo")
- William Courtenay, vescovo di London (1381)
- Richard Scrope di Bolton (1381–1382)
- Robert Braybrooke, vescovo di Londra (1382–1383)
- Michael de la Pole (in seguito conte di Suffolk) (1383–1386)
- Thomas Arundel, vescovo di Ely (1386–1389)
- William di Wykeham, vescovo di Winchester (1389–1391)
- Thomas Arundel, arcivescovo di York (1391–1396)
- Edmund Stafford, vescovo di Exeter (1396–1399)
- Thomas Arundel, arcivescovo di Canterbury (1399)

### XV secolo
- John Scarle, arcidiacono di Lincoln (1399–1401)
- Edmund Stafford, vescovo di Exeter (1401–1403)
- Henry Beaufort, vescovo di Lincoln (1403–1405)
- Thomas Langley, decano di York (1405–1407)
- Thomas Arundel, arcivescovo di Canterbury (1407–1410)
- Sir Thomas Beaufort, I duca di Exeter (1410–1412)
- Thomas Arundel, arcivescovo di Canterbury (1412–1413)
- Henry Beaufort, vescovo di Winchester (1413–1417)
- Thomas Langley, vescovo di Durham (1417–1424)
- Henry Beaufort, vescovo di Winchester (1424–1426)
- John Kemp, arcivescovo di York (1426–1432)
- John Stafford, vescovo di Bath (in seguito arcivescovo di Canterbury) (1432–1450)
- John Kemp, arcivescovo di York (1450–1454)
- Richard Neville (1454–1455)
- Thomas Bourchier, arcivescovo di Canterbury (1455–1456)
- William Waynflete, vescovo di Winchester (1456–1460)
- George Neville, vescovo di Exeter (1460–1467)
- Robert Stillington, vescovo di Bath (1467–1470)
- George Neville, arcivescovo di York (1470–1471)
- Robert Stillington, vescovo di Bath (1471–1473)
- Laurence Booth, vescovo di Durham (1473–1475)
- John Alcock, vescovo di Rochester (1475)
- Thomas Rotheram, vescovo di Lincoln (1475–1483)
- John Russell, vescovo di Lincoln (1483–1485)
- Thomas Rotheram, arcivescovo di York (1485)
- John Alcock, vescovo di Worcester (1485–1487)
- John Morton, arcivescovo di Canterbury (1487–1500)

### XVI secolo
- Henry Deane, arcivescovo di Canterbury (1500–1502) ("custode del gran sigillo")
- William Warham, Arcivescovo di Canterbury (1502–1515) ("custode del gran sigillo" fino al 1504)
- Thomas Wolsey, cardinale arcivescovo di York (1515–1529)
- Sir Thomas More (1529–1532)
- Thomas Audley (in seguito barone Audley di Walden) (1532–1544)
- Thomas Wriothesley (1544–1547)
- William Paulet (1547) ("custode del gran sigillo")
- Richard Rich (1547–1551)
- Thomas Goodrich, vescovo di Ely (1552–1553)
- Stephen Gardiner, vescovo di Winchester (1553–1555)
- Nicholas Heath, arcivescovo di York (1555–1558)
- Sir Nicholas Bacon (1558–1579) ("lord custode")
- Sir Thomas Bromley (1579–1587) ("lord custode")
- Sir Christopher Hatton (1587–1591) ("lord custode")
- "Commissariamento" (1591–1592)
  - "Commissari del gran sigillo"
    - William Cecil, lord Burghley
    - Henry Carey, lord Hundson
    - William Brooke, lord Cobham
    - Thomas Sackville, lord Buckhurst

  - Commissari per ascoltare le cause
    - Sir Gilbert Gerard ed altri
- Sir John Puckering (1592–1596) ("lord custode")

### Inizi del XVII secolo
- Sir Thomas Egerton, in seguito I barone Ellesmere e poi I visconte Brackley (6 maggio 1596 – 5 marzo 1617) ("lord custode" fino al 19 luglio 1603)
- Francesco Bacone, lord Verulamio, in seguito visconte di Saint Alban (1617–1621) ("lord custode" fino al 1618)
- Commissariamento (1621)
  - "Commissari per ascoltare le cause nella corte della cancelleria"
    - Sir Julius Caesar e altri

  - Commissari per ascoltare le cause nella Camera dei Lord
    - Sir James Ley e altri

  - "Commissari per l'uso del gran sigillo"
    - Henry Montagu, visconte Mandeville
    - Ludovic Stewart, duca di Lennox
    - Thomas Howard, conte di Arundel
- John Williams, vescovo di Lincoln (1621–1625) ("lord custode")
- Sir Thomas Coventry (in seguito barone Coventry) (1625–1640) ("lord custode")
- John Finch, lord Finch (1640–1641) ("lord custode")
- Edward Littleton, lord Lyttleton di Mounslow (1641–1645) ("lord custode") (prese il gran sigillo al re, 1642)
- Sir Richard Lane (1645–1650) ("lord custode") (il gran sigillo fu catturato e distrutto dal Parlamento, 11 agosto 1646)

### Guerra civile e interregno: commissari affidatari del gran sigillo del Parlamento
- "Commissariamento del nuovo gran sigillo parlamentare" (da novembre 1643 a ottobre 1646)
  - Henry Grey, conte del Kent
  - Oliver St John, conte di Bolingbroke, morto nel luglio 1646 e sostituito da William Cecil, conte di Salisbury
  - John Wilde
  - Samuel Browne
  - Edmund Prideaux
- "Commissariamento del gran sigillo" (1646–1648)
  - William Cecil, conte di Salisbury
  - Edward Montagu, conte di Manchester
  - William Lenthall (come Speaker of the House of Commons)
- "Commissariamento del gran sigillo" (1648–1649)
  - Henry Grey, conte del Kent
  - William Grey, lord Grey di Werke
  - Sir Thomas Widdrington
  - Bulstrode Whitelocke
- "Commissariamento del gran sigillo" (1649–1654)
  - Bulstrode Whitelocke
  - John Lisle
  - Richard Keble
- "Commissariamento del gran sigillo" (1654–1656)
  - Bulstrode Whitelocke
  - Sir Thomas Widdrington
  - John Lisle
- "Commissariamento del gran sigillo" (1656–1659)
  - Nathaniel Fiennes
  - John Lisle
- "Commissariamento del gran sigillo" (gennaio 1659 – giugno 1659)
  - Nathaniel Fiennes
  - John Lisle
  - Bulstrode Whitelocke
- "Commissariamento del gran sigillo" (giugno 1659–1660)
  - John Bradshaw
  - Thomas Tyrrell
  - John Fountaine
- "Commissariamento del gran sigillo" (1660–1660)
  - William Lenthall
  - Sir Thomas Widdrington
  - Thomas Tyrrell
  - John Fountaine
  - Edward Montagu, conte di Manchester

### Sotto il regno di Carlo II
- Sir Edward Herbert (1653–1654) ("lord custode")
- Sir Edward Hyde (in seguito lord Hyde e conte di Clarendon (1658–1667)
- Sir Orlando Bridgeman (1667–1672) ("lord custode")
- Anthony Ashley-Cooper, conte di Shaftesbury (1672–1673)
- Sir Heneage Finch (in seguito lord Finch e conte di Nottingham) (1673–1682) ("lord custode"fino al 1675)
- Sir Francis North (in seguito lord Guilford) (1682–1685) ("lord custode")

### Sotto il regno di Giacomo II e seguenti
- The Lord Jeffreys (1685–1688)
- "Commissariamento" (1689–1690)
  - Sir John Maynard
  - Sir Anthony Keck
  - Sir William Rawlinson
- "Commissariamento" (1690–1693)
  - Sir John Trevor
  - Sir William Rawlinson
  - Sir George Hutchins
- Sir John Somers (in seguito lord Somers) (1693–1700) ("lord custode" fino al 1697)
- "Commissariamento" (1700)
  - Sir John Holt
  - Sir Robert Tracy
  - Sir Edward Ward
  - Sir John Trevor
- Sir Nathan Wright (1700–1705) ("lord custode")
- William Cowper (in seguito lord Cowper) (1705–1707) ("lord custode")

## Lord alto cancelliere e lord custode di Gran Bretagna, 1707–2005
| Immagine | Nome | Periodo (Dal – Al) |
| -------- | --- | ------------------ |
|          | William Cowper (lord Cowper) | 1707–1710          |
|          | Commissariamento: - Sir Thomas Trevor - Robert Tracy - John Scrope                                                                  | 1710               |
|          | Sir Simon Harcourt (in seguito lord Harcourt) ("lord custode" fino al 1713)                                                         | 1710–1714          |
|          | William Cowper (lord Cowper) | 1714–1718          |
|          | Commissariamento: - Sir Robert Tracy - Sir John Pratt - Sir James Montague                                                          | 1718               |
|          | Thomas Parker (lord Macclesfield) (in seguito conte di Macclesfield)                                                                | 1718–1725          |
|          | Commissariamento: - Sir Joseph Jekyll - Sir Jeffrey Gilbert - Sir Robert Raymond                                                    | 1725               |
|          | Peter King (lord King) | 1725–1733          |
|          | Charles Talbot (lord Talbot) | 1733–1737          |
|          | Philip Yorke (lord Hardwicke) (in seguito conte di Hardwicke)                                                                       | 1737–1756          |
|          | Commissariamento: - Sir John Willes - Sir Sidney Stafford Smythe - Sir John Eardley Wilmot                                          | 1756–1757          |
|          | Sir Robert Henley in seguito lord Henley e conte di Northington ("lord custode" fino al 1761)                                       | 1757–1766          |
|          | Charles Pratt (lord Camden) | 1766–1770          |
|          | Charles Yorke | 1770               |
|          | Commissariamento: - Sir Sidney Stafford Smythe - Henry Bathurst (in seguito lord Apsley) - Sir Richard Aston                        | 1770–1771          |
|          | Henry Bathurst (lord Apsley, in seguito conte Bathurst)                                                                             | 1771–1778          |
|          | Edward Thurlow (lord Thurlow) | 1778–1783          |
|          | Commissariamento: - Alexander Wedderburn (lord Loughborough) - Sir William Henry Ashurst - Sir Beaumont Hotham                      | 1783               |
|          | Edward Thurlow (lord Thurlow) | 1783–1792          |
|          | Commissariamento: - Sir James Eyre - Sir William Henry Ashurst - Sir John Wilson                                                    | 1792–1793          |
|          | Alexander Wedderburn (lord Loughborough)                                                                                            | 1793–1801          |
|          | John Scott (lord Eldon) | 1801–1806          |
|          | Thomas Erskine (lord Erskine) | 1806–1807          |
|          | John Scott (lord Eldon, in seguito conte di Eldon)                                                                                  | 1807–1827          |
|          | John Copley (lord Lyndhurst) | 1827–1830          |
|          | Henry Brougham (lord Brougham and Vaux)                                                                                             | 1830–1834          |
|          | John Copley (lord Lyndhurst) | 1834–1835          |
|          | Commissariamento: - Sir Charles Christopher Pepys (in seguito lord Cottenham) - Sir Lancelot Shadwell - Sir John Bernard Bosanquet  | 1835–1836          |
|          | Charles Christopher Pepys (lord Cottenham)                                                                                          | 1836–1841          |
|          | John Copley (lord Lyndhurst) | 1841–1846          |
|          | Charles Christopher Pepys (lord Cottenham)                                                                                          | 1846–1850          |
|          | Commissariamento: - Henry Bickersteth (lord Langdale) - Sir Lancelot Shadwell - Sir Robert Monsey Rolfe (in seguito lord Cranworth) | 1850               |
|          | Thomas Wilde (lord Truro) | 1850–1852          |
|          | Edward Sugden (lord Saint Leonards)                                                                                                 | 1852               |
|          | Robert Rolfe (lord Cranworth) | 1852–1858          |
|          | Frederic Thesiger (lord Chelmsford)                                                                                                 | 1858–1859          |
|          | John Campbell (lord Campbell) | 1859–1861          |
|          | Richard Bethell (lord Westbury) | 1861–1865          |
|          | Robert Rolfe (lord Cranworth) | 1865–1866          |
|          | Frederic Thesiger (lord Chelmsford)                                                                                                 | 1866–1868          |
|          | Hugh Cairns (lord Cairns) | 1868               |
|          | William Wood (lord Hatherley) | 1868–1872          |
|          | Roundell Palmer (lord Selborne) | 1872–1874          |
|          | Hugh Cairns (lord Cairns, in seguito conte Cairns)                                                                                  | 1874–1880          |
|          | Roundell Palmer (lord Selborne, in seguito conte di Selborne)                                                                       | 1880–1885          |
|          | Hardinge Giffard (lord Halsbury) | 1885–1886          |
|          | Farrer Herschell (lord Herschell)                                                                                                   | 1886               |
|          | Hardinge Giffard (lord Halsbury) | 1886–1892          |
|          | Farrer Herschell (lord Herschell)                                                                                                   | 1892–1895          |
|          | Hardinge Giffard (lord Halsbury) (in seguito conte di Halsbury)                                                                     | 1895–1905          |
|          | Robert Reid (lord Loreburn, in seguito conte Loreburn)                                                                              | 1905–1912          |
|          | Richard Haldane (visconte Haldane)                                                                                                  | 1912–1915          |
|          | Stanley Buckmaster (lord Buckmaster)                                                                                                | 1915–1916          |
|          | Robert Finlay (lord Finlay) | 1916–1919          |
|          | Frederick Edward Smith (lord Birkenhead (in seguito conte di Birkenhead)                                                            | 1919–1922          |
|          | George Cave (visconte Cave) | 1922–1924          |
|          | Richard Haldane (visconte Haldane)                                                                                                  | 1924               |
|          | George Cave (visconte Cave) | 1924–1928          |
|          | Douglas Hogg (lord Hailsham, in seguito visconte Hailsham)                                                                          | 1928–1929          |
|          | John Sankey (lord Sankey, in seguito visconte Sankey)                                                                               | 1929–1935          |
|          | Douglas Hogg (visconte Hailsham) | 1935–1938          |
|          | Frederic Maugham (lord Maugham) | 1938–1939          |
|          | Thomas Inskip (visconte Caldecote)                                                                                                  | 1939–1940          |
|          | John Simon (visconte Simon) | 1940–1945          |
|          | William Jowitt (lord Jowitt, in seguito visconte Jowitt)                                                                            | 1945–1951          |
|          | Gavin Simonds (lord Simonds) | 1951–1954          |
|          | David Maxwell Fyfe (visconte Kilmuir)                                                                                               | 1954–1962          |
|          | Reginald Manningham-Buller (lord Dilhorne)                                                                                          | 1962–1964          |
|          | Gerald Gardiner (lord Gardiner) | 1964–1970          |
|          | Quintin Hogg (lord Hailsham di Saint Marylebone)                                                                                    | 1970–1974          |
|          | Frederick Elwyn Jones (lord Elwyn-Jones)                                                                                            | 1974–1979          |
|          | Quintin Hogg (lord Hailsham di Saint Marylebone)                                                                                    | 1979–1987          |
|          | Michael Havers (lord Havers) | 1987               |
|          | James Mackay (lord Mackay di Clashfern)                                                                                             | 1987–1997          |
|          | Derry Irvine (lord Irvine di Lairg)                                                                                                 | 1997–2003          |
|          | Charles Falconer (lord Falconer di Thoroton)                                                                                        | 2003–2007          |

## Dopo il Constitutional Reform Act del 2005
| Immagine | Nome                              | Periodo (Dal – Al) |
| -------- | --------------------------------- | ------------------ |
|          | The Rt. Hon. Jack Straw MP        | 2007–2010          |
|          | The Rt. Hon. Kenneth Clarke QC MP | 2010–2012          |
|          | The Rt. Hon. Chris Grayling MP    | 2012--             |